# Mont Stirling
Le mont Stirling est une montagne et une station de ski dans le High Country du Victoria, en Australie. Il est situé à proximité de la station de ski de Mount Buller. Le mont Stirling possède une station de ski qui abrite plus de 60 km de pistes de ski de fond et des pistes de ski alpin,.
La station de ski du mont Stirling est une zone non incorporée de l'État de Victoria, enclavée dans le comté de Mansfield.